# Olimpijski Konkurs Sztuki i Literatury 1912
Olimpijski Konkurs Sztuki i Literatury 1912 – 1. edycja Olimpijskiego Konkursu Sztuki i Literatury, która odbyła się równolegle z Letnimi Igrzyskami Olimpijskimi 1912 w Sztokholmie. Wszystkie prace nagrodzone medalami olimpijskimi związane były z tematyką sportową. Wystawa prac miała miejsce w parku Karlaplan – dwa bloki od Stadionu Olimpijskiego w Sztokholmie.

## Medaliści
| Konkurencja  |                                                                              |                                            |   |
| ------------ | ---------------------------------------------------------------------------- | ------------------------------------------ | - |
| Architektura | Eugène-Édouard Monod i Alphonse Laverrière Plan budowy nowoczesnego stadionu | −                                          | − |
| Literatura   | Pierre de Frédy, Baron de Coubertin Oda do Sportu                            | −                                          | − |
| Muzyka       | Riccardo Barthélémy Olimpijski Marsz Tryumfalny                              | −                                          | − |
| Malarstwo    | Giovanni Pellegrini Trzy połączenia reprezentujące Sporty zimowe             | −                                          | − |
| Rzeźbiarstwo | Walter Winans Statuetka z brązu Kłusak amerykański                           | Georges Dubois Model nowoczesnego stadionu | − |

### Tabela medalowa konkursu
| Poz.    | Państwo           |   |   |   | Łącznie |
| ------- | ----------------- | - | - | - | ------- |
| 1       | Włochy            | 2 | 0 | 0 | 2       |
| 2       | Francja           | 1 | 1 | 0 | 2       |
| 3       | Szwajcaria        | 1 | 0 | 0 | 1       |
| 3       | Stany Zjednoczone | 1 | 0 | 0 | 1       |
| Łącznie | Łącznie           | 5 | 1 | 0 | 6       |